# Rio Canlia
O Rio Canlia é um rio da Romênia, afluente do Danúbio, localizado no distrito de Constanţa.